# Rio Caduna
Caduna (em haúça: Kaduna; lit. "Crocodilos") é um tributário do Níger que flui ao longo de 550 quilômetros pela Nigéria. Tem o seu nome a partir dos crocodilos que viviam na região. Drena área de 66 300 quilômetros quadrados e nasce no planalto Jos.